# 超級經理人
《超級經理人》（英語：[The Midas Touch] 错误：{{Lang}}：文本有斜体标记（帮助））是香港2013年的一部喜劇電影。由馮志強執導。中國譯名《超級經紀人》。

## 劇情
麥超（杜汶澤飾）到韓國看表演時被誤會觸犯非禮被扣查開始。五年前擔當收數公司老闆的他在追債時接收了模特兒公司及旗下的八位模特兒，幾歷波折後有意捧紅卻事與願違，此時碰著剛被自己一手捧紅的劍龍（高雲翔飾）解約的超級經理人孫姐（蔡卓妍飾），兩人合作嘗試捧紅這組少女模特兒，但是過程卻比起想像來得艱巨。

## 主要演員
| 演員   | 角色   | 角色介紹                              |
| 杜汶澤 | 麥 超  | 收數佬 藝人經理人                     |
| 蔡卓妍 | 孫美美 | 藝人經理人                            |
| 高雲翔 | 劍 龍  | 孫美美前旗下藝人                      |
| Closer |        | 麥超下屬                              |
| 洛詩   | 楠 楠  | Oh My Girls 成員（表演翻筋斗，很有錢) |
| 思漩   | 沛 堅  | Oh My Girls 成員（表演一百）          |
| 謝佳妤 | 杜 頌  | Oh My Girls 成員（表演乒乓球）        |
| 莊潔夢 | 瑪莉蓮 | Oh My Girls 成員（表演扮狗叫）        |
| 許靖韻 | 白日夢 | Oh My Girls 成員（表演高音）          |
| 張芷芊 | 阿 花  | Oh My Girls 成員（表演肚皮舞）        |
| 王敏奕 | 淼 淼  | Oh My Girls 成員（希望與謝霆鋒做戲)   |

## 客串
| 演員   | 角色                 | 角色介紹                         |
| 劉蔚萱 | 陳 詠                | 原為麥超旗下藝人，後跳槽拍三級片 |
| 王祖藍 | Gibson               |                                  |
| 鍾欣潼 | 韓籍華裔女警         |                                  |
| 張繼聰 | 模特兒公司老闆       |                                  |
| 車婉婉 | 阿強                 | 麥超女友                         |
| 羅彩玲 | Linda                | 化妝師                           |
| 郭偉亮 | 藝術片導演           |                                  |
| 盧海鵬 | 周老闆               | 孫美美老闆                       |
| 泳 兒  | 孫美美下屬           |                                  |
| 鄭 文  | 活動主持             |                                  |
| 陳芷敏 | 禮儀小姐             |                                  |
| 陸 永  | 雨雲大師             |                                  |
| 鄭希怡 | Tina                 | 劍龍新經理人                     |
| 張敬軒 | 劫 匪                |                                  |
| 何 炅  | 何 總                | 楠楠的哥哥                       |
| 謝霆鋒 | 謝霆鋒               |                                  |
| 張致恒 | 譚大衛               | 導 演                            |
| 霍汶希 | Mani                 |                                  |
| 泰臣   | 彬哥                 | Ben                              |
| 羅志良 | Tony                 |                                  |
| 郭子健 | Peter                |                                  |
| 羅永昌 | 電影公司老闆         |                                  |
| 林澤群 | 歌唱、戲劇及跳舞導師 |                                  |
| 馬玉成 | 武指                 |                                  |

## 外部連結
- 《超級經理人 （页面存档备份，存于）》在雅虎香港的電影頁面（繁體中文）
- Yahoo奇摩電影上《超級經理人》的資料（繁體中文）
- MSN娛樂上《超級經理人》的資料（繁體中文）

- 開眼電影網上《超級經理人》的資料（繁體中文）
- 豆瓣电影上《超級經理人》的資料 （简体中文）
- 时光网上《超級經理人》的資料（简体中文）
- AllMovie上《超級經理人》的资料（英文）
- 香港影庫上《超級經理人》的資料（繁體中文）
- 互联网电影数据库（IMDb）上《超級經理人》的资料（英文）